# Агностический теизм
Агности́ческий теи́зм — одновременное объединение точек зрения теизма и агностицизма. Агностический теист верит, что Бог или божества существуют, но при этом как агностик считает, что истина трансцендентна для человеческого разума. Противопоставляется агностическому атеизму с уклоном в отрицание теизма, находясь по другую сторону.
Агностический теист верит в Бога или божеств, но без полной уверенности в свою веру. Ключевым признаком агностического теизма и является это отсутствие уверенности, но совмещенное с верой в сверхъестественные сущности.